# Leichtathletik-Länderkampf der Frauen 1955 Großbritannien – BR Deutschland
| 4. Leichtathletik-Länderkampf mit bundesdeutscher Beteiligung 1955 | 4. Leichtathletik-Länderkampf mit bundesdeutscher Beteiligung 1955 |               |
| ------------------------------------------------------------------ | ------------------------------------------------------------------ | ------------- |
|                                                                    |                                                                    |               |
| Ländervergleich der Frauen: Großbritannien – BR Deutschland        |                                                                    |               |
| Austragungsort                                                     | London                                                             |               |
| Wettbewerbe                                                        | 10                                                                 |               |
| Datum                                                              | 31. Juli / 1. August                                               |               |
| 1. GBR 2. FRG                                                      | 53 P 50 P                                                          |               |
| Chronik                                                            |                                                                    |               |
| ← FRG-DNK Gehen (M)                                                | GBR-FRG (M) →                                                      | GBR-FRG (M) → |

Im vierten Vergleich des Länderkampfjahres 1955 führten die Frauen einen Länderkampf mit den britischen Leichtathletinnen durch, der um einen Tag versetzt gegenüber dem Aufeinandertreffen der Männer mit demselben Gegner am 30./31. Juli in der britischen Hauptstadt London stattfand. Für die Frauen war es nach 1953 das zweite Aufeinandertreffen mit diesem Gegner, das erste war äußerst knapp an die Britinnen gegangen.

## Wettbewerbe und Modus
Wenn die Vergleiche mit Großbritannien oder England auf der britischen Insel ausgetragen wurden, standen die Laufwettbewerbe dort meist mit Maßen in Yards oder Meilen auf dem Programm. Das war auch diesmal so. Die Entsprechungen der Yards- und Meilen-Strecken zu den Strecken mit metrischen Maßen vorausgesetzt wurde das komplette olympische Frauenprogramm angeboten. Zusätzlich stand noch ein Rennen über 880 Yards auf dem Programm. Gewertet wurde in den Einzelwettbewerben nach dem üblichen Standard, in der Staffel wurden drei zu eins Punkte vergeben.

## Ergebnis
Die Britinnen entschieden sechs der zehn Wettbewerbe für sich und erlangten dabei drei Doppelerfolge. Dagegen standen vier Disziplinsiege für die Bundesrepublik Deutschland bei zwei Doppelerfolgen. Die bundesdeutschen Sportlerinnen machten noch einige Punkte wett durch bessere Platzierungen auf den Rängen zwei und drei, sodass es am Ende äußerst knapp wurde, doch Großbritannien gewann auch diese zweite Begegnung mit der Bundesrepublik, diesmal mit 53 zu 50 Punkten.

## Resultat

### 100 yds
| Platz | Athletin         | Land | Zeit (s) |
| ----- | ---------------- | ---- | -------- |
| 1     | Margaret Francis | GBR  | 10,9     |
| 2     | Heather Armitage | GBR  | 11,1     |
| 3     | Maria Sander     | FRG  | 11,3     |
| 4     | Inge Fuhrmann    | FRG  | 11,4     |

Datum: 31. Juli

### 220 yds
| Platz | Athletin         | Land | Zeit (s) |
| ----- | ---------------- | ---- | -------- |
| 1     | Jean Scrivens    | GBR  | 24,4     |
| 2     | Charlotte Böhmer | FRG  | 24,9     |
| 3     | Shirley Hampton  | GBR  | 25,2     |
| 4     | Irene Brütting   | FRG  | 25,9     |

Datum: 30. Juli

### 880 yds
| Platz | Athletin       | Land | Zeit (min) |
| ----- | -------------- | ---- | ---------- |
| 1     | Diane Leather  | GBR  | 2:09,5     |
| 2     | Betty Loakes   | GBR  | 2:12,8     |
| 3     | Edith Schiller | FRG  | 2:15,8     |
| 4     | Marianne Weiß  | FRG  | 2:17,3     |

Datum: 31. Juli

### 80 m Hürden
| Platz | Athletin         | Land | Zeit (s) |
| ----- | ---------------- | ---- | -------- |
| 1     | Zenta Gastl      | FRG  | 11,3     |
| 2     | Pam Seaborne     | GBR  | 11,3     |
| 3     | Maria Sander     | FRG  | 11,3     |
| 4     | Margaret Francis | GBR  | 11,6     |

Datum: 30. Juli

### 4 × 110 yds Staffel
| Platz | Besetzung      | Land                                                         | Zeit (s) |
| ----- | -------------- | ------------------------------------------------------------ | -------- |
| 1     | Großbritannien | Anne Pashley Jean Scrivens Heather Armitage Margaret Francis | 46,9     |
| 2     | BR Deutschland | Elfriede Butz Inge Fuhrmann Irene Brütting Maria Sander      | 47,6     |

Datum: 31. Juli

### Hochsprung
| Platz | Athletin       | Land | Höhe (m) |
| ----- | -------------- | ---- | -------- |
| 1     | Thelma Hopkins | GBR  | 1,690    |
| 2     | Dorothy Tyler  | GBR  | 1,625    |
| 3     | Inge Kilian    | FRG  | 1,625    |
| 4     | Ursula Erhardt | FRG  | 1,600    |

Datum: 31. Juli

### Weitsprung
| Platz | Athletin              | Land | Weite (m) |
| ----- | --------------------- | ---- | --------- |
| 1     | Thelma Hopkins        | GBR  | 5,31      |
| 2     | Anneliese Seonbuchner | FRG  | 5,64      |
| 3     | Maria Sturm           | FRG  | 5,55      |
| 4     | Jean Pickering        | GBR  | 5,45      |

Datum: 30. Juli

### Kugelstoßen
| Platz | Athletin              | Land | Weite (m) |
| ----- | --------------------- | ---- | --------- |
| 1     | Marianne Werner       | FRG  | 13,85     |
| 2     | Anne-Chatrine Lafrenz | FRG  | 13,03     |
| 3     | Josephine Cook        | GBR  | 11,69     |
| 4     | Joan Balkwill         | GBR  | 10,61     |

Datum: 30. Juli

### Diskuswurf
| Platz | Athletin              | Land | Weite (m) |
| ----- | --------------------- | ---- | --------- |
| 1     | Anne-Chatrine Lafrenz | FRG  | 46,02     |
| 2     | Marianne Werner       | FRG  | 44,06     |
| 3     | Maya Giri             | GBR  | 40,46     |
| 4     | Sylvia Needham        | GBR  | 38,11     |

Datum: 31. Juli

### Speerwurf
| Platz | Athletin        | Land | Weite (m) |
| ----- | --------------- | ---- | --------- |
| 1     | Almut Brömmel   | FRG  | 45,97     |
| 2     | Edelgard Anhoff | FRG  | 44,09     |
| 3     | Anne Collins    | GBR  | 42,60     |
| 4     | Monica Podmore  | GBR  | 37,80     |

Datum: 30. Juli